# Mysoria
Genre
Mysoria est un genre de lépidoptères (papillons) américains de la famille des Hesperiidae, de la sous-famille des Pyrginae et de la tribu des Pyrrhopygini.

## Taxonomie
Le genre Mysoria a été décrit par l'entomologiste anglais Edward Yerbury Watson (en) en 1893,.
Son espèce type est Papilio acastus Cramer, [1775], qui est un  synonyme de Mysoria barcastus (Sepp, [1851]).
Le nom Mysoria Watson, 1893 a un homonyme junior invalide : Mysoria Godwin-Austen, 1919, synonyme de Gabbia Tryon, 1865, un genre de mollusques gastéropodes de la famille des Bithyniidae.

## Liste d'espèces
Selon FUNET Tree of Life (19 avril 2019) :
- Mysoria affinis (Herrich-Schäffer, 1869) — présent au Mexique.
- Mysoria amra (Hewitson, 1871) — présent au Mexique et au Brésil.
- Mysoria barcastus (Sepp, [1851]) — présent au Mexique, au Costa Rica, au Honduras, en Colombie, au Venezuela, à Trinité-et-Tobago, en Bolivie, au Paraguay, en Argentine, au Brésil, au Suriname et en Guyane.

### Publication originale
- (en) Edward Yerbury Watson, « A proposed classification of the Hesperiidae, with a revision of the genera », Proceedings of the Zoological Society of London, Londres, ZSL, vol. 1893,‎ 1893, p. 3-132 (ISSN 0370-2774, OCLC 1779524, BNF 32843178, lire en ligne).